# N级核潜艇
N级核动力攻击型潜艇（北约英文名称：November Class Submarine，亦可译作十一月级，苏俄代号627型鲸鱼级）是苏联海军第一型核动力潜艇，于1952年开始研发。当时苏共中央认为核潜艇诞生之后对于苏联海军带来质的影响，遂在1952年启动了627“鲸鱼”计划，即研究苏联的核潜艇。N级与当时苏联的常规潜艇一样，都仅装备鱼雷。后来H级核动力弹道导弹潜艇就是由N级改进而成的。N级一共建造了13艘，其中列宁共青团号是第一个达到北极点的苏联潜艇（1962年，比鹦鹉螺号晚了4年）。该级的K-8号潜艇则于1970年在比斯开湾因事故沉沒。N级其余12艘艇在1987年-1991年间退役。K-3号潜艇退役后做为浮动博物馆保留。

## 设计过程
1952年9月9日，苏联部长会议通过决议并下令执行627计划——研发苏俄自己的第一级核潜艇。随后第143特种设计局和第18中央设计局共派出35名专家参与研制过程。与所有的研制任务不同，N级的研制任务书不是由苏联海军提出，而是由苏联部长会议提出并决定的而研发地点也从列宁格勒转道莫斯科化工机械研究院。该研制任务当时被视为苏联的最高机密，研制论证阶段时仅有研发专家和几名当时苏共高级领导知道，甚至连造船部门和海军部门也才是在研发初步论证之后才得知这一消息的。参与设计过程的大大小小项目的科研院所达到了350多个。主任设计师V.N.佩雷古多夫( Peregudov )。1953年3月前完成了初步设计，1953年3月至1954年5月完成了图纸设计和技术设计，

### “核子鱼雷潜艇”计划
当时苏联部长会议为研发所下的任务书中要求以最快的速度设计出苏联第一级核潜艇。但除了核动力装置的问题以外，更为严峻的是将一种长度为24米，口径为1550毫米，射程40-50公里的T-15型鱼雷安置在N级上，同时为了自卫还要安装533毫米鱼雷发射管2座。该种鱼雷设计安置一个核子弹头，以达到“超强攻击力，超级动力”这个“一箭双雕”的目的。随后负责研发潜艇的专家们开始针对这一计划进行研发并在1954年7月提交了初步技术设计案，此时海军部门才方知这项计划以及其设计。当时这个足以令人瞠目的方案递交到海军部门之后，海军部门立即表态认为这项计划中潜艇的主武器——T-15鱼雷无法达到预定的攻击能力的。因为当时潜艇实施攻击，必须要依靠岸上的物理目标，而潜艇要做到这点，既要通过当时北约设置的极其严密的反潜带，又要不被敌人发觉，而且发射核弹鱼雷之后在不知不觉地离开，这几乎是不可能的。而设计航速为30节，则导致潜艇可能即使以全速离开发射后的鱼雷，还是会被核弹爆炸所危及自身。因此海军做出了武器配备论证不足的结论。与此同时，虽然潜艇的初步研制比较顺利，但核弹鱼雷的研制工作却障碍重重，最后“核弹鱼雷潜艇”计划被放弃，转而改为研制普通的核动力攻击潜艇，装8具533毫米鱼雷发射管，用于攻击大洋上敌方战舰与运输船，能在100米水下发射鱼雷，但不能攻击敌方潜艇。

### 定型设计
虽然核子鱼雷潜艇计划被取消，不过潜艇的大致设计已经完成，但实际上在核动力装置上的研究难度要比潜艇的设计难得多。在修改后的新设计任务之中规定N级的性能诸元范围为：排水量小于3000吨，装配8座533毫米鱼雷，水下航速至少20节，续航力在50~60天。潜艇外部流线型设计为第45中央科学研究院和莫斯科茹科夫斯基中央空气动力研究院，艇体材质与焊接技术的研究则交给第48中央科学研究院。而最艰巨的核动力装置研究则为苏联科学院物理能源研究所，他们在奥勃宁斯克建造了一个潜艇用核动力装置的原型。同时还制造了潜艇的反应堆和汽轮机舱室实体模型，在模型中安置了发生器、汽轮机和操控系统，用液压制动器来收集动力装置输出功率并进行了一系列测试。整个潜艇的研制工作一直到1956年3月才全部完成，之后开始对艇员进行核动力装置的操控训练。水面排水量3065吨，水下排水量4750吨，双壳体结构，30%储备浮力，8座533毫米鱼雷管，航速23.3节（60%功率输出，在N级随后制定的作战手册之中只允许使用60%功率输出）。

## 设计结构与建造
N级采用双壳体结构，与美国潜艇不同的是，美国潜艇的舱室较大，数量较少，正艇储备浮力也小，而苏联的潜艇舱室则比较小，数量比较多，而整艇储备浮力却很大。苏俄潜艇的这种设计一直持续到现在。这种设计的最大好处就是抗沉能力强，潜艇结构强度也较大，但缺点则在于排水量较大以及由大排水量所带来的阻力大，噪音大和航速慢。
N级的水下最高被规定为航速23.3节，实际上这仅仅是60%功率输出，但苏联当局为了安全起见在N级随后制定的作战手册之中只允许使用60%功率输出。实际使用航速水面为15.5节，水下为30节。
整个潜艇被分为了9个舱室：
- I——鱼雷舱
- II——艇员居住舱以及蓄电池舱室
- III——指挥舱
- IV——柴油机舱
- V——反应堆舱。该舱安置了2座核反应堆
- VI——汽轮机舱
- VII——电机舱
- VIII——居住舱
- IX——尾舱

值得注意的是，N级没有尾部鱼雷舱，全部8座鱼雷全都在I舱。
N级潜艇的首舰“列宁共青团”号实际在1954年6月就开始建造了，在北德文斯克的402造船厂建造。但实际上当时N级潜艇的施工设计并未全部完成，甚至连技术设计也未经过最后批准，但当时的苏联中央就决定开工建造了。这是苏联潜艇制造历史上唯一的一个特例，而北德文斯克从此变成了苏联船舶，尤其是潜艇的重要制造基地，同时也是苏联最北方的造船基地。1955年9月24日铺龙骨，1957年8月9日下水，1957年9月13-14日向两座反应堆添加了核燃料。1958年4月19日开始核动力全艇供电综合系泊试验。1958年7月4日首次出海试航。航行试验过程中，K-3艇共出海5次，总航时450小时(25昼夜)，航程3801海里，其中2002海里在水下，860海里以15节中速航行。共完成了29次下潜与上浮。在蒸气发生装置功率提高到60%时，该艇潜航速度达到23.3节。计算表明，核动力装置的功率100%时潜航速度是30节。 1958年12月最后一次即第五次出海，完成了310米深潜。1958年12月17日国家试验委员会签署了交付海军的文件。从1955年9月24日到1958年12月17日交艇总共经历3年又2个月23天，对于第一次制造潜艇的苏联，已经算是快速了。1959年，K-3号艇完成了3次航行：分别是9昼夜、22昼夜和14昼夜。从1959年12月至1961年5月对潜艇进行了改进和必要的修理。
除了首艇外，其余12艘均为637A型潜艇。还有一艘K-27号为液态金属冷却核反应堆动力的645型核潜艇。645型是换装了2座ВТ-1型液态金属冷却核反应堆的627А型艇，动力装置总功率147兆瓦，但由于事故频发，于1968年5月终止试用。
十一月级潜艇共建造了14艘: 627型一艘(K-3 "列宁共青团"号), 627A型12艘(K-5, K-8, K-11, K-14, K-21, K-42 "Rostovskiy Komsomolets", K-50, K-52, K-115, K-133, K-159, K-181), 645型一艘(K-27). K表示(Kreyserskaya podvodnaya lodka, 英语字面意思为"Cruising submarine")，即巡洋潜艇.苏联海军舰只按船型大小及重要性分为六个级别：巡洋舰、大型舰、驱逐舰、护卫舰、小型舰、艇。如基辅级航母被苏军称为重型航空巡洋舰，台风级潜艇为重型弹道导弹核动力巡洋潜艇等等。

## 部署
主要配备了北方舰队的第3、第17潜艇总队。四艘(K-14, K-42, K-115, K-133)在六十年代配备给太平洋舰队第10潜艇总队，其中K-14, K-42与K-115经北极冰下航线调入太平洋；而K-133经过南方航线绕道德雷克海峡，52天水下航行21,000英里调入太平洋.

## 事故
服役期间事故：
- 1970年，K-8号潜艇在演习中，因潜艇机械和电气故障造成短路引发大火而沉没，73名艇员获救，船长等约20名艇员阵亡。

除役之后事故：
- 2003年8月，K-159号在被拖向右就停泊地途中沉没，9名水手因此丧生。
- 2006年中旬，K-60号在俄罗斯Polyarny船厂10号船台失火，无人员伤亡。

## 资料来源与参考
外部链接：
- 国家地理杂志：N级核潜艇
- NATO Code Names for Submarines and Ships（页面存档备份，存于）
- Article in Russian Language（页面存档备份，存于）
- Article in English from FAS（页面存档备份，存于）
- K-60 arrives for scrapping

参考书目：
- 《舰船知识》2006年增刊——苏俄潜艇全纪录

1. ↑  November为北约音标字母中N的读音。